# Scytasis nitida
Scytasis nitida là một loài bọ cánh cứng trong họ Cerambycidae.